# Zhongxing

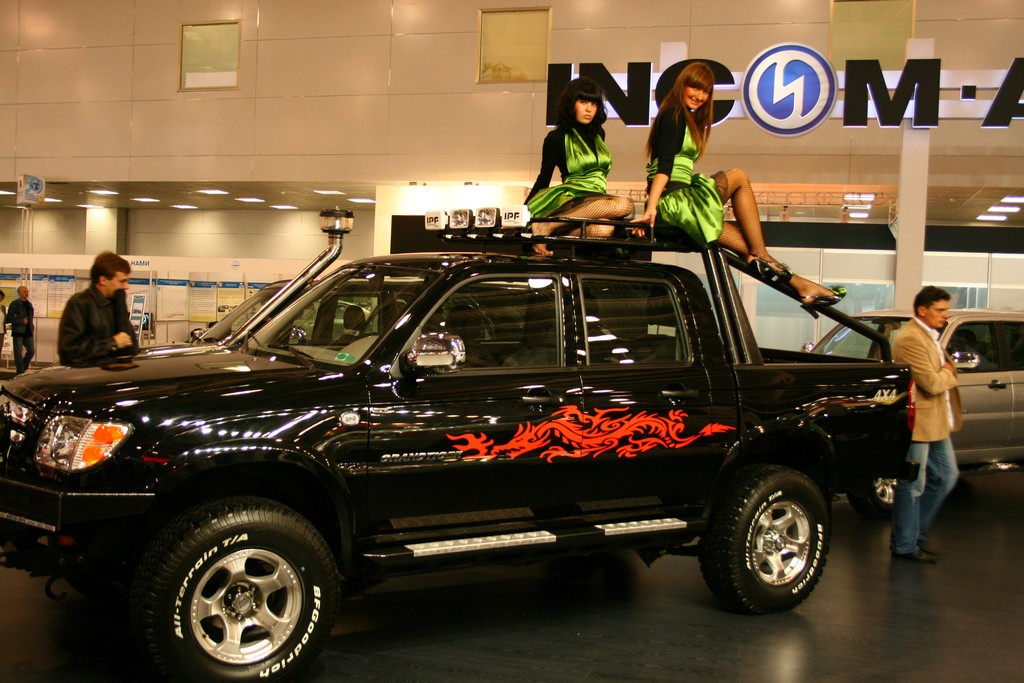
ZX Grandtiger

Zhongxing, ook wel ZX, is een Chinese producent van SUV en pick-ups in Hebei, China, en is een joint venture opgericht in 1991 tussen Hebei Tianye en Ningbo Huaxiang. Het bedrijf produceert ook een versie van de Zhongxing Admiral SUV in Rusland, in samenwerking met FAW (First Automobile Works).

## Modellen
- Zhongxing Admiral (2001 - heden) (FAW Admiral in Rusland)
- Zhongxing Banner (1997 - 2005)
- Zhongxing Cruiser (2003 - heden)
- Zhongxing Gold Lion (2002 - 2004)
- Zhongxing Jinshi (2002 - 2004)
- Zhongxing Landmark (2005 - heden)
- Zhongxing Lucky Star (2004 - heden)
- Zhongxing Star (2000 - heden)
- Zhongxing Tiger (1997 - heden)